# Маки
Маки (на иврит: המפלגה הקומוניסטית הישראלית) е израелска комунистическа партия, част от коалицията Хадаш. Тя е известна и като Rakah (иврит: רק"ח), абревиатура на Reshima Komunistit Hadasha (иврит: רשימה קומוניסטית חדשה).

## История
Партията Рака (Rakah) е създадена на 1 септември 1965 г. след вътрешни разногласия в Маки, разцепвана между еврейската част, водена от Моше Снех, която признава правото на Израел да съществува и е критично настроена към СССР, която е заемала все по-антиизраелска позиция, и увеличаващата се арабска част с антиционистки възгледи.
Рака е била считана от социалистическите страни за истинската Израелска компартия. Днес тя е единствената компартия в страната, преименувана през 1989 г. на Маки, след като еврейската част се влива в Рац.